# Theophrastoideae
Theophrastoideae es una subfamilia de plantas  perteneciente a la familia de las primuláceas. El género tipo es: Theophrasta L. Contiene las siguientes tribus.

## Tribus
- Samoleae
- Theophrasteae